# (5600) 1991 UY
Az (5600) 1991 UY a Naprendszer kisbolygóövében található aszteroida. Ueda és Kaneda fedezte fel 1991. október 18-án.